# Ange de Saint-Joseph
Ange de Saint-Joseph (auch: Joseph Labrosse) (* 1636 in Toulouse; † 29. Dezember 1697 in Perpignan) war ein französischer römisch-katholischer Geistlicher, unbeschuhter Karmelit, Missionar, Orientalist, Lexikograf und Übersetzer.

## Leben und Werk

### Ein Karmelit in Persien
Der Südfranzose Joseph Labrosse (auch: de La Brosse) trat bei den unbeschuhten Karmeliten ein und nahm den Ordensnamen Ange de Saint-Joseph an. Nachdem er in Rom Arabisch gelernt hatte, ging er von 1664 bis 1678 in die Mission nach Persien, zuerst nach Isfahan, dann nach Basra. Er lernte exzellent Neupersisch, hatte mit der örtlichen Elite Umgang und verwertete seine sprachlichen und landeskundlichen Erfahrungen in einem bedeutenden Wörterbuch, für das er 1680 die Druckerlaubnis bekam und das 1684 in Amsterdam im Verlag Jansson-Waesberg unter dem Titel Gazophylacium linguae Persarum erschien. Daneben übersetzte er eine persische Arzneilehre ins Lateinische und veröffentlichte den Text 1681 in Paris.

### Über Holland und England nach Perpignan
Nach der Eroberung Basras durch die Türken ging Ange de Saint-Joseph 1679 über Rom und Paris nach Holland, wo er als Visitator der dortigen Ordensprovinz eingesetzt wurde. Nach weiteren Aufenthalten in England und Irland wechselte er in das Kloster Perpignan und wurde dort 1697 zum Provinzial der Ordensprovinz Aquitanien ernannt, starb aber kurz darauf im Alter von 61 Jahren.

### Das Wörterbuch
Ange de Saint-Josephs Wörterbuch (mit vorangestellter Grammatik) ist viersprachig italienisch-lateinisch-französisch-persisch. Es ist nach dem Italienischen alphabetisch geordnet. Für das Lateinische und Französische sind Indices angehängt. Für jede Sprache enthält das Wörterbuch ca. 10 000 Wörter. Die Funktion ist die eines hin-übersetzenden Wörterbuchs zur (schriftlichen oder mündlichen) Produktion des Neupersischen für Sprecher einer der anderen Sprachen. Der Schwerpunkt liegt auf dem Mündlichen und auf dem Praktischen. Zur Entzifferung persischer Texte ist das Wörterbuch nicht geeignet. Es handelt sich um das erste von einer europäischen Sprache ausgehende Wörterbuch des Persischen. Im Vorspann des Wörterbuchs gratulieren Kenner der Materie wie François Bernier, Jean Chardin, François Pétis de la Croix, Raphaël du Mans, Alexander de Bie (1620–1690) und Carolus Schaaf (1646–1729).
Ab Buchstabe G sind die Artikel stellenweise mit enzyklopädischer Information angereichert, wobei die Fassungen in den einzelnen Sprachen nicht identisch sein müssen. 302 solcher Sachinformationen wurden 1985 von Michel Bastiaensen europäisch-persisch herausgegeben (mit Einleitung).

### Haltung im Ritenstreit
Im Ritenstreit seiner Zeit sprach sich Ange de Saint-Joseph entschieden für Akkommodation aus. Bildung, Sprachkenntnisse und Akkommodation wurden von ihm als Voraussetzung für die Wertschätzung durch die lokale Gesellschaft angesehen. Strenges Beharren auf der Ordensregel erachtete er als kontraproduktiv, eine Einstellung, mit der er sich bei Mitbrüdern, Visitatoren und Oberen nicht selten Feinde machte.

## Werke
- (Übersetzer) Pharmacopoea Persica ex idiomate Persico in Latinum translata. Opus missionariis, mercatoribus, cæterisque regionum orientalium lustratoribus necessarium; nec non europæis nationibus perutile. Paris 1681.
- Gazophylacium linguae Persarum, triplici linguarum clavi italicae, latinae, gallicae nec non specialibus praeceptis ejusdem linguae reseratum. Amsterdam 1684. 
  - (Teilausgabe) Souvenirs de la Perse safavide et autres lieux d'Orient 1664–1678. En version persane et européenne. Hrsg. Michel Bastiaensen (* 1944). Brüssel 1985.